# Aree naturali protette in Namibia
Le aree naturali protette della Namibia svolgono un ruolo estremamente rilevante nell'economia del paese, che a partire dai primi anni 2000 ha conosciuto un rapidissimo sviluppo del settore turistico in gran parte dovuto proprio alla grande abbondanza di parchi, riserve e altre strutture di conservazione dell'ambiente naturale.
L'importanza delle aree naturali per il paese era stato già riconosciuto nella stesura della costituzione della Namibia (indipendente dal 1992), il cui articolo 35 recita:
(Articolo 35 della Costituzione della Namibia)
L'insieme delle aree naturali protette della Namibia è estremamente vario sia dal punto di vista dei tipi di habitat rappresentati che dal punto di vista della forma di gestione e amministrazione adottata. Alcune aree naturali protette sono classificabili come riserve faunistiche; fra queste la più importante è certamente il Parco nazionale d'Etosha, nel nord del paese, uno dei principali parchi faunistici dell'intera Africa. Altri parchi e riserve, come quelli del Fish River Canyon e della Skeleton Coast sono invece orientati alla protezione di risorse paesaggistiche o geologiche. Da un punto di vista amministrativo, in Namibia si trovano sia strutture statali che private, ed è in vigore una legislazione che delega gran parte della protezione dell'ambiente naturale alle strutture amministrative locali.
Fra i parchi nazionali più importanti della Namibia si può citare, oltre al già menzionato Parco nazionale d'Etosha, il Namib-Naukluft National Park, che per estensione è il primo parco dell'Africa e il quarto del mondo.

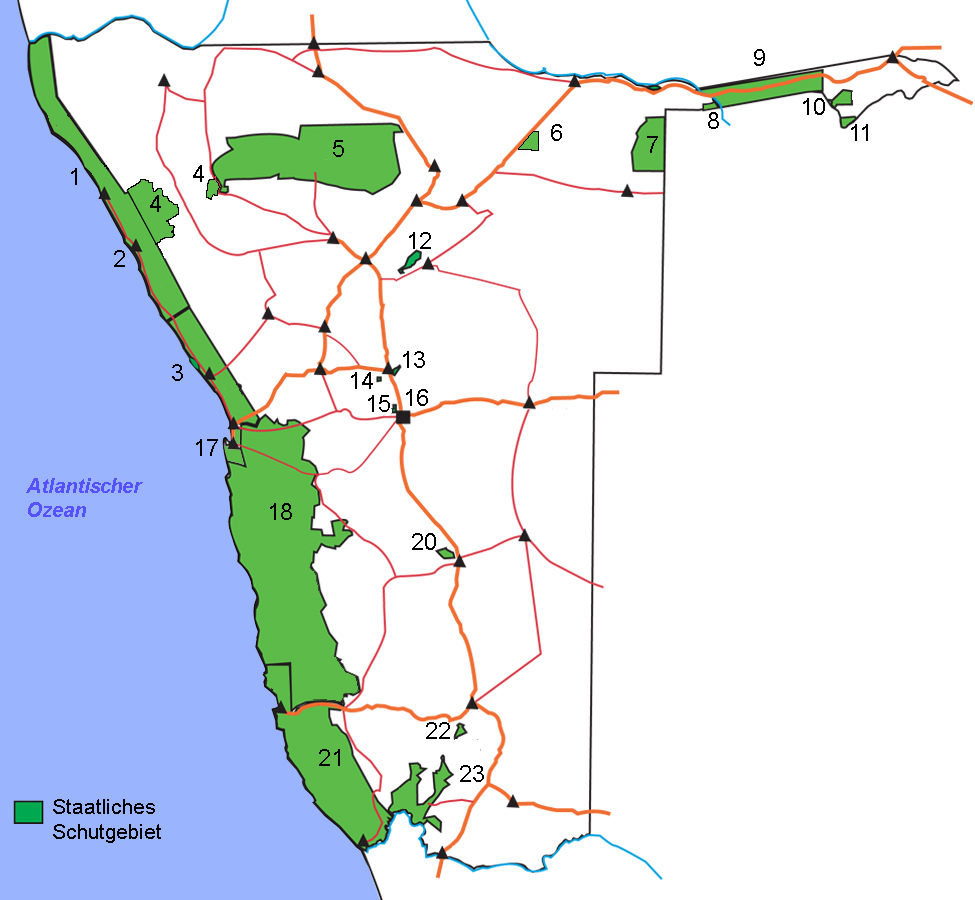

## Parchi della pace

### Area di conservazione transfrontaliera Okavango-Zambesi

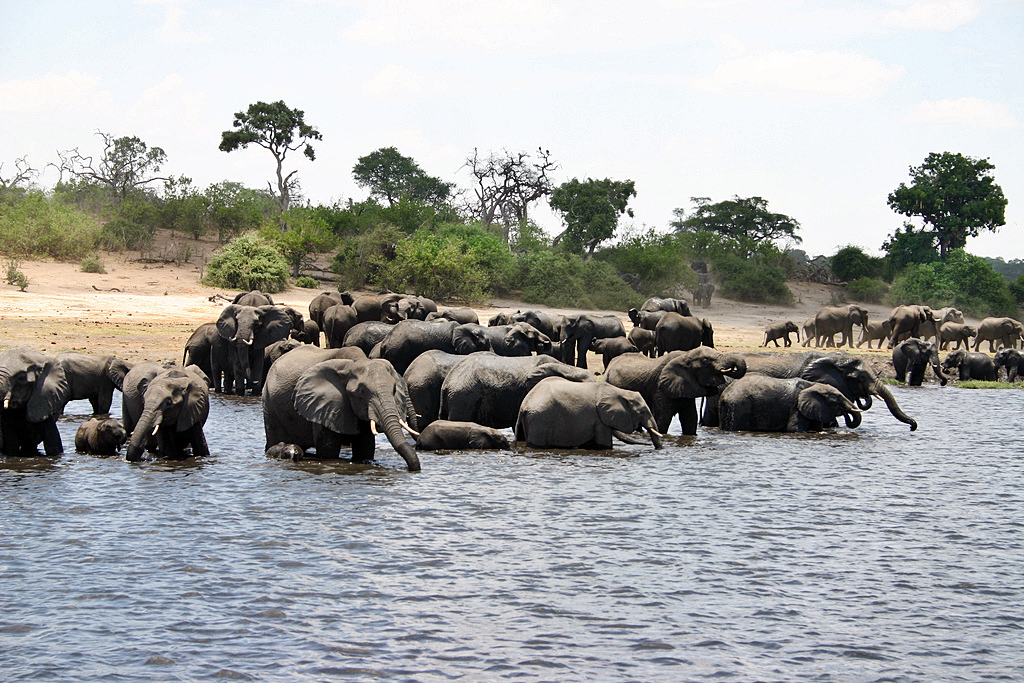
Branco di elefanti

L'Area di conservazione transfrontaliera Okavango-Zambesi (in inglese Kavango–Zambezi Transfrontier Conservation Area, nota anche con l'acronimo KAZA) è un'area naturale protetta transnazionale istituita formalmente nel 2011, che sorge a cavallo dei confini di cinque paesi africani, comprendendo l'angolo sud-orientale dell'Angola, il Dito di Caprivi della Namibia, la parte settentrionale del Botswana, lo Zambia sud-occidentale e lo Zimbabwe occidentale. La superficie complessiva dell'area transfrontaliera è di 519.912 km².
L'istituzione dell'area è stata promossa dalla Fondazione Parchi della Pace e dal World Wide Fund for Nature, con il coinvolgimento dei Ministeri dell'Ambiente e del Turismo dei cinque Paesi. 
La riserva è destinata a tutelare la più grande popolazione di elefanti di tutta l'Africa: secondo una stima del WWF si tratta di circa 250.000 esemplari, oltre il 40% di tutti gli elefanti africani.

### Parco transfrontaliero ǀAi-ǀAis/Richtersveld

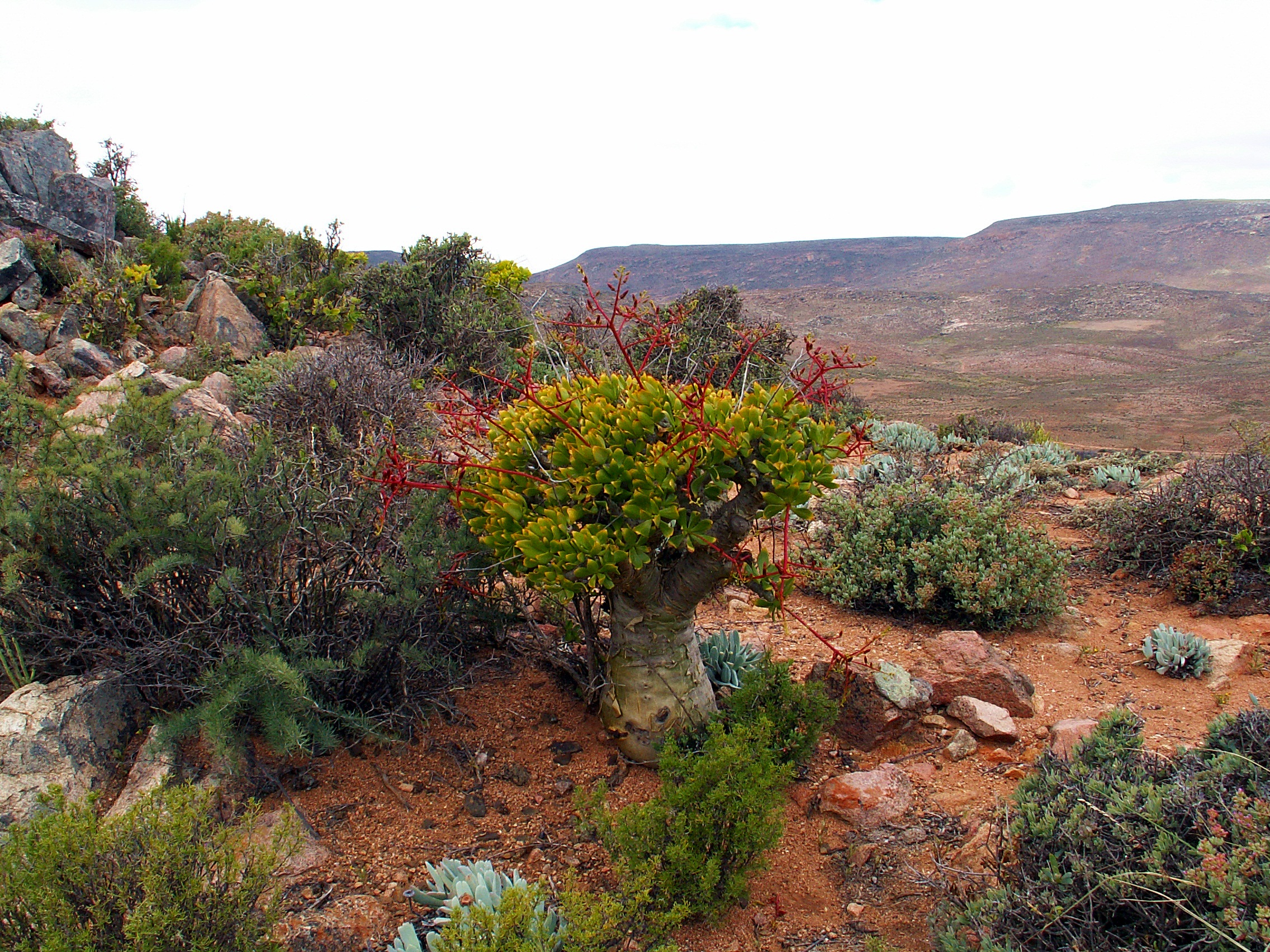
Panorama del Richersveld National Park

Il Parco transfrontaliero ǀAi-ǀAis/Richtersveld, detto anche Peace Park, è un parco transnazionale namibiano-sudafricano, con gestione congiunta da parte delle comunità locali Nama per la parte namibiana e dell'ente statale South African National Parks per la parte sudafricana. Comprende una piccola parte della regione del Richtersveld, sviluppata attorno al fiume Orange. È una delle regioni più impervie dell'Africa meridionale, che può essere visitata esclusivamente su veicoli a trazione integrale. L'ambiente è principalmente desertico, e la zona più occidentale (che si spinge fino all'Oceano Atlantico) presenta lo stesso fenomeno di nebbie mattutine di origine oceanica che si ha anche altrove in Namibia (per esempio a Sossusvlei). È considerata parte anche una piccola porzione del Fish River Canyon (una spettacolare gola seconda per dimensioni solo al Grand Canyon nordamericano). L'ingresso principale al parco si trova a Sendelingsdrif.

## Parchi nazionali
In Namibia sono stati istituiti i seguenti parchi nazionali:
- Parco nazionale di Bwabwata
- Parco nazionale di Dorob
- Parco nazionale d'Etosha
- Parco nazionale di Khaudom
- Parco nazionale di Mangetti
- Parco nazionale di Mudumu
- Parco nazionale di Namib-Naukluft
- Parco nazionale di Nkasa Rupara, ex Parco nazionale di Mamili
- Parco nazionale della Skeleton Coast
- Parco nazionale di Sperrgebiet
- Parco nazionale di Waterberg

### Parco nazionale d'Etosha
Il Parco nazionale d'Etosha è il più importante parco faunistico della Namibia e uno dei più importanti dell'intera Africa. Si trova nella Namibia settentrionale, e ha un'estensione complessiva di 22.000 km². Gran parte del parco è caratterizzato da un ambiente di savana semi-desertica, che si sviluppa attorno a una depressione salina centrale, nota come Etosha Pan, quasi completamente priva di vegetazione. Il parco è rinomato per la notevole popolazione di elefanti, ma sono rappresentate, in generale, una buona parte delle specie animali dell'Africa subsahariana, inclusi tutti e cinque i "big five"; sono presenti anche alcune specie endemiche della Namibia, come l'impala dal muso nero. I due ingressi principali per il parco si trovano a Okaukuejo e Namutoni.
Insieme a Sossusvlei, il Parco nazionale d'Etosha rappresenta la principale attrazione turistica della Namibia, e attorno a esso ruota l'economia dell'intera regione. Le strutture ricettive all'interno del parco (statali) e quelle nelle immediate vicinanze dei principali cancelli di ingresso (private) sono numerosissime; buona parte della rete stradale della zona è asfaltata (cosa non comune in Namibia). Quasi tutto il terreno adiacente al parco appartiene ad altre riserve minori, che godono i benefici del traffico turistico generato dal parco nella zona.

### Parco nazionale di Kaudom
Il Parco Nazionale di Kaudom (talvolta trascritto "Khaudom") si trova nel Kalahari, a nord della cittadina di Tsumkwe, nella zona del dito di Caprivi, al confine con il Botswana. Ha un'estensione di 3842 km² caratterizzati da un habitat semi-desertico, con scarsa vegetazione decidua; è attraversato da alcuni corsi fluviali effimeri, che si riempiono d'acqua solo occasionalmente in seguito a piogge particolarmente intense. Il parco è caratterizzato da una notevole varietà di fauna (vi si trovano tra l'altro elefanti, giraffe, diverse antilopi, leoni, leopardi e diverse centinaia di specie di uccelli. Il territorio del parco non è recintato, in modo che la fauna migratoria possa spostarsi liberamente fra la Namibia e il Botswana.
Il Kaudom non è una tappa molto popolare per i percorsi turistici in Namibia, probabilmente anche a causa della posizione piuttosto remota; per lo stesso motivo, è anche una delle zone più incontaminate del paese. Le strade non sono praticabili senza un mezzo a trazione integrale, e le uniche strutture ricettive sono due campi piuttosto spartani e difficili da raggiungere, il Sikeretti e il Kaudom.

### Parco nazionale di Nkasa Rupara
Come il Kaudom, anche il Parco nazionale di Nkasa Rupara si trova nell'estremo orientale della Namibia, il Caprivi, ed è poco frequentato dagli itinerari turistici tradizionali. L'ambiente naturale del Mamili è paragonabile a quello del delta dell'Okavango; si tratta infatti di una vasta pianura alluvionale, formata dai due fiumi Kwando e Linyanti. Durante la stagione delle piogge l'80% circa della superficie del parco è coperta d'acqua. Il centro del parco sono le due isole fluviali di Nkasa e Lupala.
L'habitat ricco d'acqua del Mamili ospita numerose specie animali, incluse alcune molto rare come il sitatunga e il puka.

### Parco nazionale di Mudumu
Il Parco nazionale di Mudumu è situato nelle vicinanze del Mamili, e include parte del bacino del fiume Linyanti. Il territorio del parco è principalmente caratterizzato da savana, boschi di mopane e pianure alluvionali. Il parco è stato istituito nel 1990, e ha una superficie di 1010 km². Come gli altri parchi del Caprivi, è poco frequentato e poco attrezzato per il turismo; la fauna è simile a quella del Mamili. C'è un'unica struttura ricettiva, a gestione privata (Lianshulu Lodge).

### Parco nazionale di Namib-Naukluft

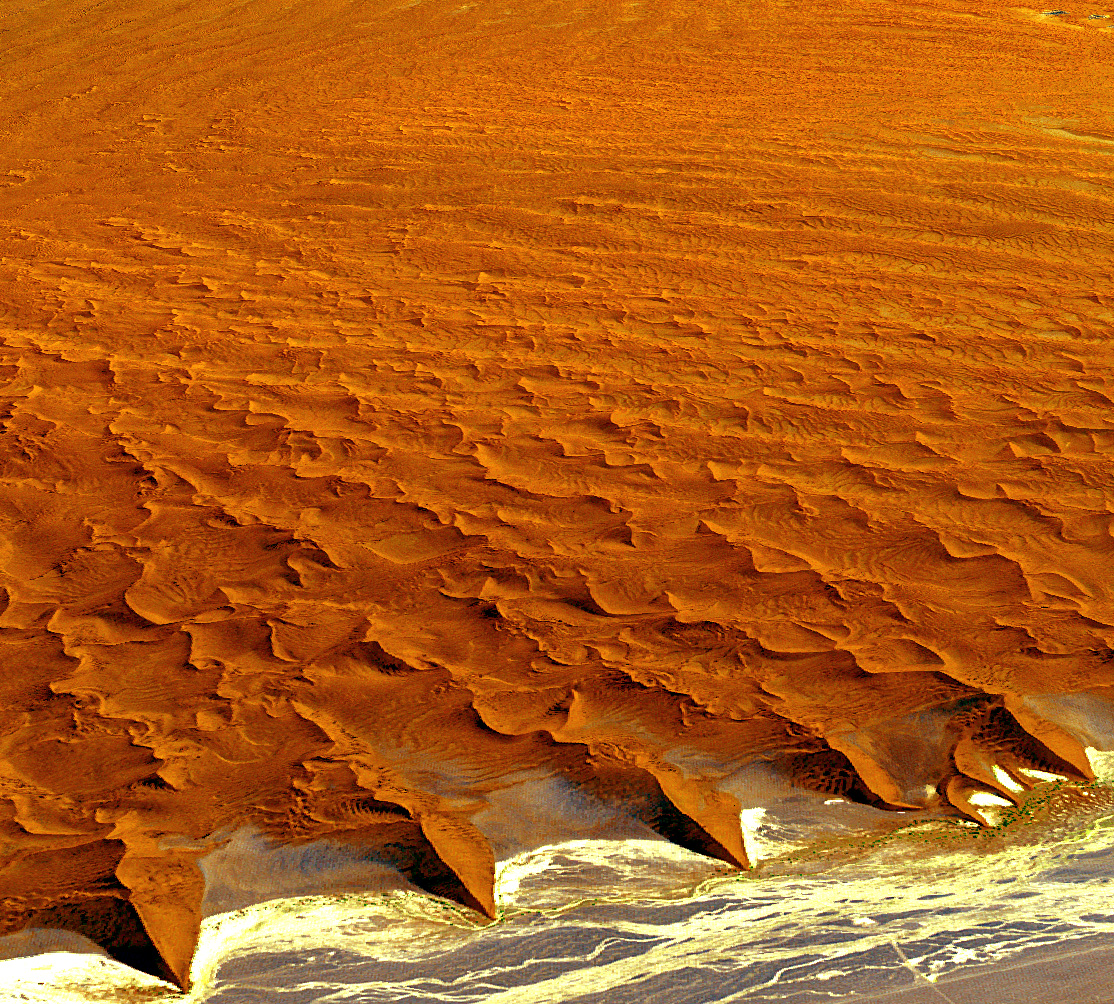
Dune presso Sossusvlei nel Namib-Naukluft

Il Namib-Naukluft National Park è il più esteso parco nazionale africano. Copre un'area di 49.768 km² che include buona parte del deserto del Namib e dei monti Naukluft. L'ambiente è quasi completamente desertico, ma piuttosto vario; sono incluse tra l'altro aree di deserto sabbioso con dune, di deserto roccioso e sassoso, di savana semidesertica, nonché formazioni montuose, valli, bacini di fiumi effimeri, e un lungo tratto di costa. Da un punto di vista turistico, la località più rinomata è Sossusvlei, dove si trovano le dune di sabbia più alte del mondo. Il parco non è recintato ed è attraversato anche da arterie stradali relativamente importanti, come quella che congiunge Solitaire con Walvis Bay e Swakopmund.

### Parco nazionale della Skeleton Coast

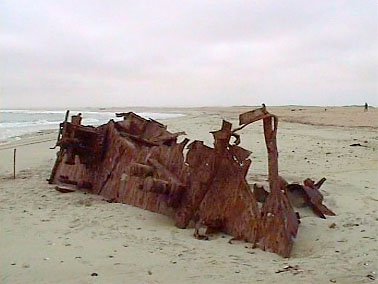
Un relitto sulla Skeleton Coast

Il Parco nazionale della Skeleton Coast è parte di un sistema di aree naturali protette che include anche le Skeleton Coast Wilderness Areas, e che complessivamente include un terzo della Skeleton Coast (la costa centro-settentrionale della Namibia), ovvero il tratto compreso fra i fiumi Ugab e Kunene. Il parco vero e proprio include il tratto di costa più meridionale, fino a Henties Bay ed è aperto al pubblico. L'ingresso alle Wilderness Areas, più a nord, viene concesso solo a ricercatori dotati di un apposito permesso. La Skeleton Coast è nota per i numerosi relitti di navi arenati sulle spiagge sabbiose, che sono fra le icone della Namibia; in genere, tuttavia, sono difficili da raggiungere e osservabili solo attraverso voli panoramici. Fra le località che invece sono raggiungibili anche via terra c'è la celebre riserva di Cape Cross, che ospita una popolosa colonia di otarie del Capo.

### Parco nazionale di Waterberg

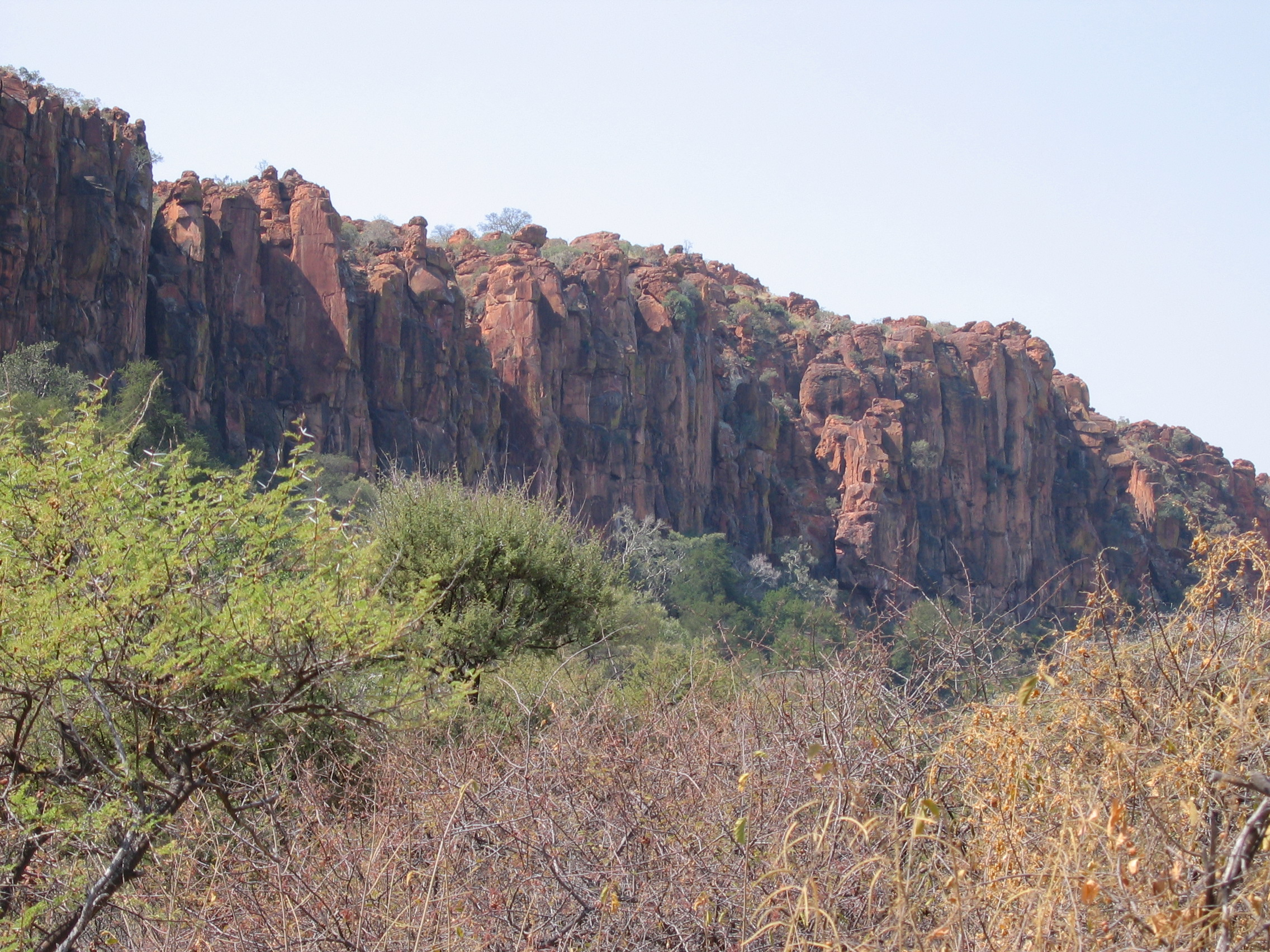
Una parete del Waterberg orientale

Il Parco nazionale di Waterberg è situato nella Namibia nordorientale, e ha un'estensione di 405 km². Fu istituito nel 1972 per proteggere l'ecosistema dell'Altopiano Waterberg. L'altopiano è circondato da pareti molto ripide e poco accessibile; per questo motivo, è stato scelto dal governo della Namibia come località ideale per la reintroduzione di specie a rischio, che in questo ambiente sono protette dai bracconieri e isolate dalle attività agricole della zona. Nella zona di Waterberg si trovano, tra l'altro, circa il 90% dei ghepardi della Namibia.

### Sperrgebiet
Il Parco nazionale di Sperrgebiet è un'area di circa 26.000 km² situata all'estremità nordoccidentale della Namibia. Ricchissima di diamanti, fu preclusa fin dai primi decenni del XX secolo al pubblico, e di conseguenza oggi è una delle aree naturali più incontaminate di tutta l'Africa. In gran parte arida e priva di vita, la regione di Sperrgebiet ospita alcune specie rare, come la iena bruna, e i celebri cavalli del deserto, discendenti inselvatichiti delle cavalcature delle Schutztruppe tedesche. Recentemente, il governo namibiano ha espresso la volontà di istituire un parco nazionale in questa zona.

## Parchi e riserve faunistici
Oltre ai parchi nazionali come l'Etosha, esistono in Namibia numerosi altri parchi faunistici (game parks), sia a gestione privata che pubblica. Fra questi, alcuni dei più importanti sono Bwabwata, Daan Viljoen, Popa e il Caprivi Game Park. Vengono classificati invece come riserve faunistiche (game reserves) Cape Cross, Mahango e Mangetti.

## Aree protette a gestione locale
Nel 1993, il Ministero dell'Ambiente e del Turismo della Namibia prese accordi con la United States Agency of International Development, l'Endangered Wildlife Trust, il WWF e altre organizzazioni governative e non governative per dare inizio a un vasto progetto di protezione ambientale basato sul decentramento amministrativo. Questo progetto, denominato Community Based Natural Resource Management (CBNRM, "gestione delle risorse naturali basato sulle comunità") prevede che le comunità locali possano richiedere e ottenere il controllo e l'amministrazione delle proprie risorse naturali locali. Le amministrazioni locali avrebbero dovuto gestire le proprie risorse naturali secondo una serie di princìpi comuni, privilegiando l'ecoturismo e la gestione sostenibile delle risorse, e avrebbero dovuto investire gli introiti ricavati da queste attività a favore delle comunità locali, per esempio costruendo scuole, ospedali e altre infrastrutture. Questo modello di gestione decentrata entrò ufficialmente in vigore nel 1996.
Nel 2006 erano state istituite già 44 aree protette gestite localmente, e questo numero sta rapidamente aumentando. Attualmente, circa un namibiano ogni 12 appartiene a una comunità che aderisce al CBNRM).
Le aree protette gestite secondo il modello CBNRM, dette conservancies, sono di vari tipi:
- villaggi tradizionali, in cui si perpetuano gli stili di vita originali dei popoli indigeni del paese;
- campeggi in aree di interesse naturalistico;
- parchi safari e parchi per la caccia grossa;
- mercati di artigianato tradizionale;
- aree forestali protette.